# Labidus nero
Labidus nero är en myrart som först beskrevs av Santschi 1930.  Labidus nero ingår i släktet Labidus och familjen myror.

## Underarter
Arten delas in i följande underarter:
- L. n. denticulatus
- L. n. nero